# (38075) 1999 GN21
1999 GN21 (asteroide 38075) é um asteroide da cintura principal. Possui uma excentricidade de 0.25020280 e uma inclinação de 6.18557º.
Este asteroide foi descoberto no dia 15 de abril de 1999 por LINEAR em Socorro.